# 元江箭竹
元江箭竹（学名：Fargesia yuanjiangensis）为禾本科箭竹属下的一个种。

## 形态特征
- 生活型：竿每节分15-18枝，枝纤细，直径1-1.6毫米，上举，与竿略呈30度夹角开展，箨鞘宿存，幼时下部淡黄色而上部为绿色，质地在中下部为革质或软骨质，上部为纸质，尖三角形，长于其节间，先端渐狭为长三角形或收窄为线状三角形，背部具棕色刺毛，纵向脉纹明显，边缘常无纤毛；箨耳无，鞘口两肩各具4-6条长3-5毫米直立灰白色之繸毛；箨舌截形，无毛。

- 株：高约1毫米；箨片直立，线状披针形，宽1.5-2.5毫米，无毛，基部与箨鞘顶端无关节连接，故两者不易脱离，常内卷，边缘近于平滑。

- 茎：竿芽卵形，贴生，上部及两侧近边缘有硬毛，边缘生纤毛。

- 枝：小枝具3-4 (6)叶；叶鞘长2-4厘米，边缘无纤毛；叶耳无，鞘口两肩各具5或6条长2-5毫米直立或微弯曲繸毛；叶舌截形，紫色，无毛，高1毫米；叶柄长1-2毫米；叶片狭披针形，长(3) 5.5-10.6厘米，宽4-8.5毫米，先端长渐尖，基部楔形，下表面灰绿色，无毛，次脉3或4对，小横脉稍明显，叶缘有小锯齿而略粗糙。[1]

## 生态习性
- 产地：云南南部。
- 物候期：花果未见。

## 扩展阅读
- 維基物種上的相關：元江箭竹

1. ↑  .   [2022-01-18]. （原始内容存档于2022-01-18）.